# Открытый чемпионат Швеции по теннису 2010
Открытый чемпионат Швеции 2010 — ежегодный профессиональный теннисный турнир в серии ATP 250 для мужчин и международной серии WTA для женщин.
Соревнование традиционно проводится на открытых травяных кортах в Бостаде, Швеция.
Женские соревнования прошли с 5 по 11, мужские — с 12 по 18 июля.
Прошлогодние победители:
- в мужском одиночном разряде —  Робин Сёдерлинг
- в женском одиночном разряде —  Мария Хосе Мартинес Санчес
- в мужском парном разряде —  Ярослав Левински и  Филип Полашек
- в женском парном разряде —  Хисела Дулко и  Флавия Пеннетта

## Соревнования

### Мужчины. Одиночный турнир
Николас Альмагро обыграл  Робина Сёдерлинга со счётом 7-5, 3-6, 6-2
- Альмагро выигрывает первый турнир в году.

### Женщины. Одиночный турнир
Араван Резаи обыграла  Хиселу Дулко со счётом 6-3, 4-6, 6-4
- Резаи выигрывает свой второй титул в сезоне.
- Дулко впервые за 16,5 месяцев в финале турнира WTA.

### Мужчины. Парный турнир
Роберт Линдстедт /  Хория Текэу обыграли  Андреас Сеппи /  Симоне Ваньоцци со счётом 6-4, 7-5
- Дуэт Линдстедт/Текэу выигрывает третий совместный титул в сезоне. Текэу также выиграл титул в Окленде (в паре с Маркусом Даниэллом).

### Женщины. Парный турнир
Хисела Дулко /  Флавия Пеннетта обыграли  Ренату Ворачову /  Барбору Заглавову-Стрыцову со счётом 7-6(0), 6-0.
- Дулко выигрывает свой пятый титул в том сезоне.
- Пеннетта выигрывает свой четвёртый титул в том сезоне.